# Site gallo-romain du Nal
Le site gallo-romain du Nal est un site archéologique de la commune de La Vraie-Croix, dans le Morbihan (France).

## Localisation
Le site est situé au lieu-dit Le Nal, à environ 1,5 km à vol d'oiseau au sud-est du centre-bourg de Larré et 3,1 km au nord-est du centre-bourg de La Vraie-Croix.

## Historique
Le site est daté de l'époque gallo-romaine. Des fouilles, menées à une époque indéterminée, ont révélé la présence d'une porte, un sols en terre battue et mortier, un autel et une statue de femme stylisé. Ces découvertes ne permettent pas de déterminer précisément l'usage du site, mais font penser à la présence d'une villa ou d'un temple.
Le site gallo-romain, comprenant les vestiges et l'ensemble de la parcelle sur laquelle ils sont situés, à l'exclusion du bâtiment moderne, est inscrit au titre des monuments historiques par l'arrêté du 16 avril 2002.

## Description
Les vestiges sont répartis sur un espace carré d'environ 30 m de côté et sur une hauteur d'environ 1,2 m. Le tertre, encore peu fouillé, est resté en bon état.